# Triplophysa siluroides
Triplophysa siluroides és una espècie de peix de la família dels balitòrids i de l'ordre dels cipriniformes.
Els mascles poden assolir els 50 cm de longitud total. Es troba a Qinghai (Xina).